# Livio Fanzaga
Livio Fanzaga, né le 11 novembre 1940 en Italie, est un prêtre catholique italien de l'institut religieux des Piaristes. Il est le directeur de Radio Maria depuis 1987. Il est également journaliste et écrivain.

## Biographie
Né en 1940 a Sforzatica dans la commune du Dalmine dans une famille ouvrière, Livio Fanzaga ressent la vocation religieuse à douze ans.
En 1957, il poursuit ses études à l'Université pontificale grégorienne de Rome. Il est ordonné prêtre le 19 mars 1966. La même année, il obtient un doctorat en théologie avec une thèse intitulée : La Jérusalem céleste dans l'Apocalypse.

### Vie pastorale
De 1966 à 1988, le père Livio est affecté à Milan à l'église de San Giuseppe Calasanzio. Pendant cette période, il fréquente l'Université catholique du Sacré-Cœur de Milan et obtient un diplôme en philosophie.
En 1970, il part pendant une année en mission au Sénégal, à Podor, dans une région à majorité musulmane. Il fonde là-bas le Centre culturel Podor. Plus tard, le gouvernement lui confie la chaire de philosophie médiévale à l'Université de Dakar. Ayant contracté la tuberculose, il doit retourner en Italie pour se faire soigner.
À Milan, il restera dans la paroisse jusqu'en 1988. Il construit la bibliothèque de l'église de San Giuseppe Calasanzio et poursuit la pastorale des jeunes en concevant une formation catéchétique qui accompagne les jeunes de la Confirmation jusqu'au mariage.
Plus tard, il s'inscrit à la faculté des sciences politiques mais n'obtient pas son diplôme.

### Visite à Medugorje et passage a Radio Maria
Depuis 1985, à la suite d'un pèlerinage à Medugorje, il devient l'un des plus ardents partisans des apparitions mariales. C'est à partir de ce moment qu'il commence à collaborer avec Radio Maria, qui était à l'époque une petite radio paroissiale basée à Erba. Il en devient le directeur en 1987 et dirige personnellement de nombreuses émissions. Il étend la diffusion de radio Maria dans toute l'Italie. Aujourd'hui, Radio Maria fait partie d'un réseau radiophonique mondial avec 78 diffuseurs dans plus de cinquante pays, dans la langue locale.

### Revue de presse sur Radio Maria
Dans la Lecture chrétienne de la chronique et de l'Histoire, l'émission la plus suivie sur Radio Maria (environ 1,7 million d'auditeurs par jour), Livio Fanzaga commente l'actualité qui paraît dans les grands journaux italiens comme La Repubblica ou Corriere della Sera, dont les journaux catholiques (Avvenire et L'Osservatore Romano). Les sujets abordés couvrent l'actualité religieuse, politique, économique et sociale italienne et étrangère. Il lui est arrivé d'utiliser la "violence" verbale envers ses contradicteurs.
En juin 2017, il a été suspendu pour six mois de l'ordre des journalistes en raison d'un commentaire, daté de février 2016, souhaitant implicitement la mort de la sénatrice Monica Cirinnà, auteur en Italie du projet de loi sur l'union civile.
Il a déclaré au sujet de la sénatrice : 
« Elle me semble être un peu comme la dame du dix-septième chapitre de l'Apocalypse, la Babylone en somme ... Aujourd'hui elle trinque à la victoire. Madame, viendront également les funérailles, soyez tranquille. Je vous souhaite qu'elles soient les plus tardives possibles, mais cela arrivera aussi. » 

## Œuvre

### Théologie et catéchisme
- Vangelo vivo, quattro volumi. Sugarco.
- Magnificat. Il poema di Maria, Sugarco, 1996.  (ISBN 88-7198-399-8).
- Il senso del dolore, Sugarco, 1996.  (ISBN 88-7198-408-0).
- Dies irae. I giorni dell'anticristo, Sugarco, 1997.  (ISBN 88-7198-435-8).
- Maria nel cammino di santità. Commento al «Segreto di Maria» di san Luigi Maria da Montfort, San Paolo, 1998.  (ISBN 88-215-3783-8).
- Sguardo sull'eternità. Morte, giudizio, inferno, paradiso, Sugarco, 1998.  (ISBN 88-7198-428-5).
- Il falsario. La lotta quotidiana contro satana, Sugarco, 1999.  (ISBN 88-7198-422-6).
- Cristianesimo controcorrente. Pensieri sul destino dell'uomo, San Paolo, 2001.  (ISBN 88-215-4380-3).
- Il cammino di conversione, Sugarco, 2001.  (ISBN 88-7198-448-X).
- I dieci comandamenti, Sugarco, 2001.  (ISBN 88-7198-453-6).
- I doni dello Spirito Santo, Sugarco, 2002.  (ISBN 88-7198-456-0).
- Maria madre di misericordia. All'angosciosa disperazione del mondo contemporaneo Dio dona Maria come sorgente viva di gioia e di speranza, San Paolo, 2002.  (ISBN 88-215-4627-6).
- Sui passi di Bernadette, Sugarco, 2002.  (ISBN 88-7198-444-7).
- Preghiera e vita cristiana, San Paolo, 2003.  (ISBN 88-215-4655-1).
- I vizi capitali (e le contrapposte virtù), Sugarco, 2003.  (ISBN 88-7198-465-X).
- Gesù Cristo e il senso della vita, Sugarco, 2004.  (ISBN 88-7198-473-0).
- La verginità di Maria e la nostra verginità, Sugarco, 2004.  (ISBN 88-7198-479-X).
- Il discernimento spirituale, Sugarco, 2004.  (ISBN 88-7198-471-4).
- Le virtù cardinali. Prudenza, giustizia, fortezza, temperanza, San Paolo, 2004.  (ISBN 978-88-215-6016-3).
- Le virtù teologali. Fede, speranza e carità, San Paolo, 2004.  (ISBN 88-215-4839-2).
- Credo. Le verità fondamentali della fede, San Paolo, 2005.  (ISBN 88-215-5204-7). Nuova edizione: Sugarco, 2015,  (ISBN 978-88-7198-697-5).
- Quelli che non si vergognano di Gesù Cristo, Sugarco, 2005.  (ISBN 88-7198-500-1).
- Lotte e tentazioni dei Padri del deserto, Sugarco, 2005.  (ISBN 88-7198-497-8).
- Pellegrino a quattro ruote sulle strade d'Europa, Sugarco, 2005.  (ISBN 88-7198-505-2).
- L'affidamento a Maria, Ares, 2005.  (ISBN 88-8155-318-X).
- «Scrivo a voi giovani perché siete forti». Lettera alla gioventù che crede nella vita, San Paolo, 2007.  (ISBN 978-88-215-5918-1). Nuova edizione: Sugarco, 2016,  (ISBN 978-88-7198-704-0).
- Come sei bella Maria, Sugarco, 2007.  (ISBN 978-88-7198-520-6).
- Non praevalebunt. Manuale di resistenza cristiana, Sugarco, 2007.  (ISBN 978-88-7198-533-6).
- Profezie sull'anticristo. Verrà nella potenza di Satana, Sugarco, 2007.  (ISBN 978-88-7198-538-1).
- La confessione, Sugarco, 2008.  (ISBN 978-88-7198-544-2).
- L'uomo e il suo destino eterno, Sugarco, 2008.  (ISBN 978-88-7198-557-2).
- Maria dolce madre, Sugarco, 2008.  (ISBN 978-88-7198-563-3).
- La tentazione, Sugarco, 2010.  (ISBN 978-88-7198-578-7).
- Credo in Gesù Cristo, Sugarco, 2010.  (ISBN 978-88-7198-596-1).
- La fede insegnata ai figli, Sugarco, 2010.  (ISBN 978-88-7198-604-3).
- Gesù ci insegna a vivere, Sugarco, 2011.  (ISBN 978-88-7198-616-6).
- La fame di Dio. Meditazioni sull'Eucaristia, Sugarco, 2011.  (ISBN 978-88-7198-620-3).
- Il Paradiso, Ares, 2011.  (ISBN 978-88-8155-527-7)
- Magnificat. Il poema di Maria, Sugarco, 2012.  (ISBN 978-88-7198-634-0).
- Il miracolo della conversione, Piemme, 2012.  (ISBN 978-88-566-2215-7).
- Senza preghiera non puoi vivere, Sugarco, 2012.  (ISBN 978-88-7198-640-1).
- Le mie parole non passeranno, San Paolo, 2013.  (ISBN 978-88-215-7668-3).
- Dio parla al cuore. La voce di Dio è un soffio soave che indica il cammino e dona la pace, Sugarco, 2013.  (ISBN 978-88-7198-658-6).
- Catechesi giovanile. Le tentazioni, Sugarco, 2013.  (ISBN 978-88-7198-662-3).
- Il Purgatorio. Fiamma d'amore, Sugarco, 2013.  (ISBN 978-88-7198-665-4).
- Le vie del cuore. Vangelo per la vita quotidiana (commento ai vangeli festivi dell'anno liturgico A), Piemme, 2013.  (ISBN 978-88-566-2438-0).
- Desiderio d'infinito. Vangelo per la vita quotidiana (commento ai vangeli festivi dell'anno liturgico B), Piemme, 2014.  (ISBN 978-88-566-2439-7).
- Decisi e forti nella fede, Sugarco, 2014.  (ISBN 978-88-7198-675-3).
- Il coraggio del perdono, Sugarco, 2014.  (ISBN 978-88-7198-680-7).
- L'ultima battaglia. La vittoria di Gesù sul demonio, Piemme, 2015.  (ISBN 978-88-566-4652-8).
- Dio ci invita col sorgere del sole al mattino, Sugarco, 2015.  (ISBN 978-88-7198-696-8).
- La pazienza di Dio. Vangelo per la vita quotidiana (commento ai vangeli festivi dell'anno liturgico C), Piemme, 2015.  (ISBN 978-88-566-2440-3).
- Il volto della misericordia, Sugarco, 2015.  (ISBN 978-88-7198-699-9).
- La grandezza dell'umiltà. La virtù che salverà il mondo, Piemme, 2016.  (ISBN 9788856650976).
- I sacramenti, Sugarco, 2016.  (ISBN 9788871987118).
- La Santa Messa. Il cuore della vita cristiana, Sugarco, 2017.  (ISBN 978-88-7198-722-4).
- La vita è una missione, Sugarco, 2017.  (ISBN 978-88-7198-727-9).
- Il Figlio dell'uomo, quando verrà, troverà la fede sulla terra?, Sugarco, 2018.  (ISBN 978-88-7198-739-2).
- Le sorgenti della fede, Sugarco, 2018.  (ISBN 978-88-7198-742-2).
- La preghiera cristiana. Bella. Insuperabile. Divina, Sugarco, 2019.  (ISBN 978-88-7198-746-0).
- La gioia di amare, Piemme, 2019.  (ISBN 978-88-566-6927-5).
- L'inganno del modernismo, Sugarco, 2019.  (ISBN 978-88-7198-755-2).
- L'Apocalisse è incominciata, Sugarco, 2019.  (ISBN 978-88-7198-758-3).
- Maria di Nazareth. Il coraggio di una Donna che si è fidata di Dio, Sugarco, 2020.  (ISBN 978-88-7198-762-0).
- La strada del cielo. La vita come pellegrinaggio verso l'eternità, Piemme, 2020.  (ISBN 978-88-566-7538-2).

### Livres sur Međugorje
- Perché credo a Medjugorje, Sugarco, 1998.  (ISBN 88-7198-427-7).
- La Madonna è nostra madre (entretien avec Vicka di Medjugorje), Shalom, 1998.
- Vicka parla ai giovani e alle famiglie (entretien avec Vicka de Medjugorje), Shalom, 1998.
- Via Crucis con Vicka sul monte Krizevac, Shalom, 2000.
- Riccardo Caniato e Vincenzo Sansonetti, Maria, alba del terzo millennio. Medjugorje vent'anni, 1981-2001, Milano, Ares, 2001.  (ISBN 88-8155-213-2); 2002.  (ISBN 88-8155-243-4). (ed. riveduta e ampliata)
- La mia giovinezza con la Madonna (entretien avec Jakov de Medjugorje), Shalom, 2001.
- La Madonna ci insegna a pregare (entretien avec Maria de Medjugorje), Shalom, 2001.
- La Madonna prepara per il mondo un futuro di pace (entretien avec Mirjana de Medjugorje), Shalom, 2002.
- La sofferenza e la gioia (intervista di P. Livio a Vicka di Medjugorje), Shalom, 2002.
- La donna e il drago. I giorni dell'Apocalisse, Sugarco, 2002.  (ISBN 88-7198-459-5).
- Jakov. Un angioletto per Maria. Medjugorje raccontata ai bambini, Ares, 2004.  (ISBN 88-8155-287-6).
- L'avvenimento del secolo. La Madonna si è fermata a Medjugorje, Sugarco, 2004.  (ISBN 88-7198-483-8).
- Satana nei messaggi di Medjugorje, Sugarco, 2006.  (ISBN 88-7198-508-7).
- Medjugorje. In attesa del segno, con Saverio Gaeta, Sugarco, 2006.  (ISBN 88-7198-511-7).
- Medjugorje. La Madonna chiama i giovani, Sugarco, 2009.  (ISBN 978-88-7198-582-4).
- I segreti di Medjugorje. La regina della pace rivela il futuro del mondo, avec Diego Manetti, Piemme, 2010.  (ISBN 978-88-566-0195-4).
- L'aldilà nei messaggi di Medjugorje, con Diego Manetti, Piemme, 2011.  (ISBN 978-88-566-1073-4).
- Medjugorje. Ultimo appello, avec Saverio Gaeta, Sugarco, 2011.  (ISBN 978-88-7198-612-8).
- Medjugorje rinnova la Chiesa. La crisi dei nostri giorni e il tempo dei segreti, avec Diego Manetti, Piemme, 2013.  (ISBN 978-88-566-1074-1).
- Medjugorje e il futuro del mondo. Dai dieci segreti al tempo della pace, avec Diego Manetti, Piemme, 2014.  (ISBN 978-88-566-2217-1).
- Medjugorje. Il cielo sulla terra, Piemme, 2014.  (ISBN 978-88-566-2856-2).
- L'anticristo. Medjugorje e il mondo senza Dio, avec Diego Manetti, Piemme, 2015.  (ISBN 88-566-4346-4).
- Il segreto di Medjugorje. Per affrontare gli ultimi tempi, avec Diego Manetti, 2016.  (ISBN 978-88-566-4782-2).
- La luce nella tempesta. Medjugorje e il destino del mondo, Piemme, 2017.  (ISBN 978-88-566-5930-6).
- L'eroismo delle origini. I primi tre anni a Medjugorje, con Diego Manetti, Piemme, 2018.  (ISBN 978-88-566-6316-7).
- La pace del cuore. Il messaggio di purificazione di Medjugorje, Piemme, 2018.  (ISBN 978-88-566-6441-6).
- L'umanità al bivio. Medjugorje nel tempo dell'impostura anticristica, avec Diego Manetti, 2020.  (ISBN 978-88-566-7457-6).

### Livres d'entretiens
- Maria e il futuro dell'umanità, avec Andrea Tornielli, Gribaudi, 2002.  (ISBN 88-7152-664-3).
- Amore e vocazione. Le parole di padre Livio, avec Saverio Gaeta, San Paolo, 2002.  (ISBN 88-215-4653-5).
- Fede e speranza. Le parole di padre Livio, avec Saverio Gaeta, San Paolo, 2002.  (ISBN 88-215-4654-3).
- Preghiera e vita cristiana. Le parole di padre Livio, avec Saverio Gaeta, San Paolo, 2003.  (ISBN 88-215-4655-1).
- Verità e carità. Le parole di padre Livio, avec Saverio Gaeta, San Paolo, 2003.  (ISBN 88-215-4656-X).
- Il crocifisso scomodo, avec Alessandro Gnocchi e Mario Palmaro, Piemme, 2003.  (ISBN 88-384-8398-1).
- Tra cielo e terra. Radio Maria. Un miracolo di volontariato, intervista avec Angelo Montonati, San Paolo 2004.  (ISBN 88-215-5027-3).
- L'inganno di satana, avec Andrea Tornielli, Gribaudi, 2004.  (ISBN 88-7152-789-5).
- La firma di Maria, avec Saverio Gaeta, Sugarco, 2005.  (ISBN 88-7198-491-9).
- Attacco alla Chiesa, avec Andrea Tornielli, Gribaudi, 2006.  (ISBN 88-7152-851-4).
- Il tempo di Maria, avec Saverio Gaeta. Sugarco, 2007.  (ISBN 978-88-7198-529-9).
- Perché sono cristiano. Da Medjugorie a Radio Maria, avec Saverio Gaeta, Piemme, 2008.  (ISBN 978-88-566-2901-9).
- Aldilà. La vita oltre la morte, avec Andrea Tornielli, Gribaudi, 2008.  (ISBN 978-88-7152-930-1).
- L'ora di Satana, avec Diego Manetti, Piemme, 2009.  (ISBN 978-88-566-0194-7).
- La Divina Misericordia, avec Saverio Gaeta, Sugarco, 2009.  (ISBN 978-88-7198-568-8).
- Domande a Dio, con Saverio Gaeta, Sugarco, 2010.  (ISBN 978-88-7198-591-6).
- Identikit di Gesù a partire dalla Sindone, avec Saverio Gaeta, Gribaudi, 2010.  (ISBN 978-88-6366-008-1).
- Il ritorno di Cristo. La seconda venuta di Gesù e le profezie di Medjugorje sulla fine dei tempi, avec Diego Manetti, Piemme, 2012.  (ISBN 978-88-566-3189-0).
- Radio Maria un miracolo di volontariato. Origini, storia e attualità, intervista avec Angelo Montonati, Sugarco, 2012.  (ISBN 978-88-7198-629-6).
- Il cristianesimo non è facile ma è felice, avec Saverio Gaeta, Sugarco, 2012.  (ISBN 978-88-7198-646-3).
- Inchiesta sull'inferno. Salvezza e perdizione nelle profezie di Medjugorje, avec Diego Manetti, Piemme, 2013.  (ISBN 978-88-566-2216-4).
- Effetto Bergoglio. Le dieci parole di papa Francesco che stanno cambiando il mondo, avec Saverio Gaeta, Salani, 2014.  (ISBN 978-88-6715-798-3).
- La vita devota, avec Saverio Gaeta, Sugarco, 2015.  (ISBN 978-88-7198-686-9).
- Il Santo Rosario. La preghiera che Maria desidera, avec Saverio Gaeta, Sugarco, 2016.  (ISBN 9788871987064).
- Satana sciolto dalle catene. L'ora dell'impero delle tenebre, avec Diego Manetti, Sugarco, 2016.  (ISBN 9788871987132).
- Da Fatima a Medjugorje. Il piano di Maria per un futuro di pace, avec Diego Manetti, Piemme, 2017.  (ISBN 9788856657340).
- Siamo tutti peccatori. Papa Francesco invita alla confessione, avec Stefano Chiappalone, Sugarco, 2017.  (ISBN 9788871987170).
- Il manto di Maria. Le apparizioni mariane dalla medaglia miracolosa a Medjugorje, avec Saverio Gaeta, Sugarco 2017.  (ISBN 978-88-7198-724-8)
- I Santi giovani, avec Stefano Chiappalone, Sugarco, 2018.  (ISBN 9788871987323).
- La croce rinnegata. L'apostasia dell'Occidente, avec Diego Manetti, Piemme, 2019.  (ISBN 978-88-566-6885-8).